# El Corozal (ort i Honduras)
El Corozal är en ort i Honduras.   Den ligger i departementet Departamento de Santa Bárbara, i den västra delen av landet, 190 km nordväst om huvudstaden Tegucigalpa. El Corozal ligger 619 meter över havet och antalet invånare är 1 039.
Terrängen runt El Corozal är kuperad åt nordväst, men åt sydost är den bergig. Runt El Corozal är det ganska tätbefolkat, med 111 invånare per kvadratkilometer. Närmaste större samhälle är La Entrada, 12,6 km väster om El Corozal.  